# Islandská hokejová reprezentace
Islandská hokejová reprezentace patří mezi národní reprezentace v ledním hokeji a je členem Mezinárodní hokejové federace. Podle Žebříčku IIHF z roku 2021 se Island nachází na 35. místě.

## Mistrovství světa v ledním hokeji
- divize D2
- divize D3
- Legenda: červené podbarvení - sestup, zelené podbarvení - postup, fialové podbarvení - reorganizace, změna skupiny či soutěže

| Rok          | Místo turnaje       | Umístění                         |
| ------------ | ------------------- | -------------------------------- |
| MS – 2001 D2 | Španělsko           | 5. místo                         |
| MS – 2002 D2 | Jugoslávie          | 5. místo                         |
| MS – 2003 D2 | Bulharsko           | 6. místo (sestup)                |
| MS – 2004 D3 | Island              | místo (postup)                   |
| MS – 2005 D2 | Srbsko a Černá Hora | 6. místo (sestup)                |
| MS – 2006 D3 | Island              | místo (postup)                   |
| MS – 2007 D2 | Jižní Korea         | 4. místo                         |
| MS – 2008 D2 | Austrálie           | 5. místo                         |
| MS – 2009 D2 | Srbsko              | 5. místo                         |
| MS – 2010 D2 | Estonsko            | Bronzová medaile                 |
| MS – 2011 D2 | Chorvatsko          | Bronzová medaile                 |
| MS – 2012 D2 | Island              | 4. místo                         |
| MS – 2013 D2 | Chorvatsko          | Bronzová medaile                 |
| MS – 2014 D2 | Srbsko              | Stříbrná medaile                 |
| MS – 2015 D2 | Island              | 5. místo                         |
| MS – 2016 D2 | Španělsko           | 5. místo                         |
| MS – 2017 D2 | Rumunsko            | 5. místo                         |
| MS – 2018 D2 | Nizozemsko          | 6. místo (sestup)                |
| MS – 2019 D2 | Mexiko              | Stříbrná medaile                 |
| MS – 2020 D2 | Chorvatsko a Island | Zrušeno kvůli pandemii covidu-19 |
| MS – 2021 D2 | Čína a Island       | Zrušeno kvůli pandemii covidu-19 |
| MS – 2022 D2 | Chorvatsko a Island | místo (postup)                   |
| MS – 2023 D2 | Španělsko a Turecko | 6. místo                         |
| MS – 2024 D2 | Srbsko              | 6. místo (sestup)                |
| MS – 2025 D2 | Nový Zéland         | Bronzová medaile                 |